# 扎博洛特齊 (盧茨克區)
50°47′58″N 25°6′20″E / 50.79944°N 25.10556°E
扎博洛特齊（烏克蘭語：Заболотці），是烏克蘭的村落，位於該國西部沃倫州，由盧茨克區負責管轄，始建於1577年，面積0.44平方公里，海拔高度200米，2001年人口162，人口密度每平方公里368.18人。